# بوب فيتزسيمونز
روبرت جيمس فيتزسيمونز (بالإنجليزية: Bob Fitzsimmons)‏ (26 مايو 1863 - 22 أكتوبر 1917) لاعب ملاكمة بريطاني محترف صنع تاريخ الملاكمة كأول بطل عالمي لثلاث دورات رياضية.

## روابط خارجية
- بوب فيتزسيمونز على موقع IMDb (الإنجليزية)
- بوب فيتزسيمونز على موقع الموسوعة البريطانية (الإنجليزية)
- بوب فيتزسيمونز على موقع قاعدة بيانات الفيلم (الإنجليزية)
- بوب فيتزسيمونز على موقع بوكس ريك (الإنجليزية) (registration required)
- بوب فيتزسيمونز على موقع قاعة نيوزيلندا للمشاهير الرياضية (الإنجليزية)